# Schuhmacher

Zunftwappen der Schuhmacher

Der Schuhmacher (offizielle Bezeichnung; auch althochdeutsch „skuohbuozo“; nhd. »Schuhbosser« = Schuhmacher) ist ein Handwerker, der Schuhe in Handarbeit herstellt und repariert. In Deutschland ist Schuhmacher ein staatlich anerkannter Ausbildungsberuf. Häufig wird für Schuhmacher auch die Bezeichnung Schuster verwendet.

## Definitionen

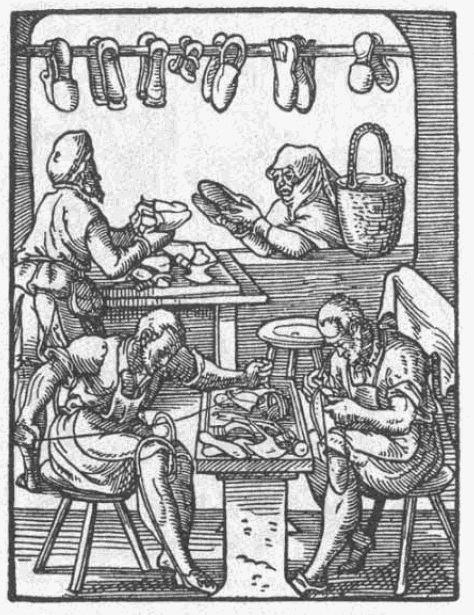
Schuhmacher-Werkstatt um 1568: Herstellung, Reparatur und Verkauf von Schuhen

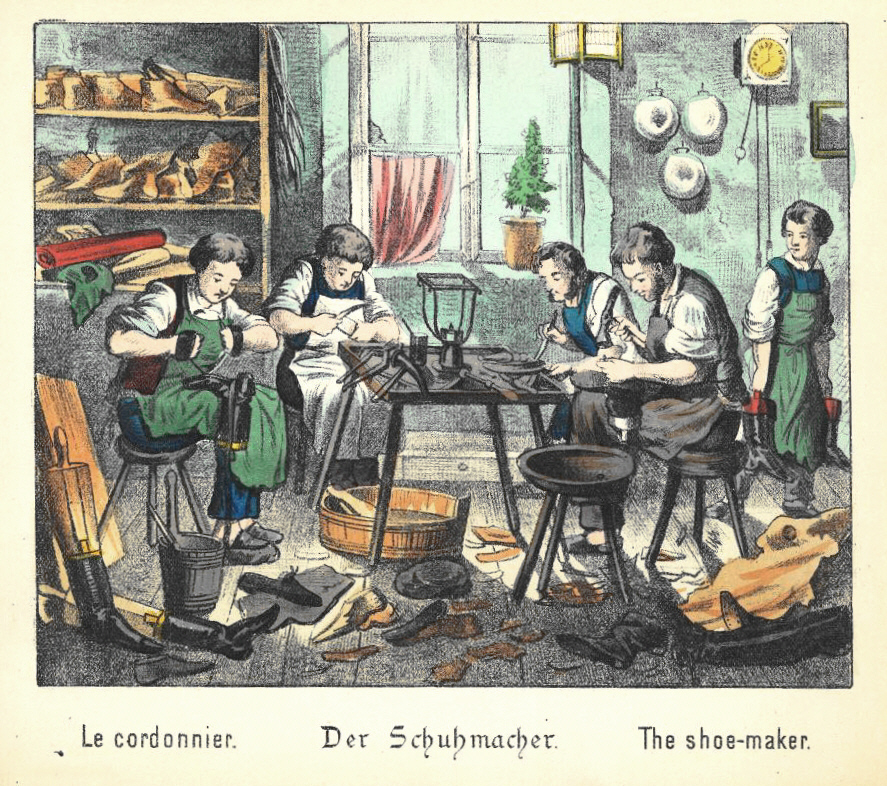
Der Schuhmacher (aus: Was willst du werden, um 1880): Meister mit Gesellen und Lehrling (rechts). Typisch die dreibeinigen Schemel, die Schürzen, das Leisten- und Lederlager (hinten links), die Wasserwanne zum Einweichen der Brandsohlen (unter dem Tisch), Lederreste auf dem Boden, vorne links wird ein Schuh aufgedoppelt (genäht), vorne rechts wird eine Sohle holzgenagelt, auf dem Tisch die klassischen Werkzeuge und eine Lampe zum Erwärmen. Auch der üblicherweise vorhandene Vogelkäfig ist oben am Fenster zu erkennen.

### Wortherkunft und Bezeichnung des Handwerkers
Schuhmacher und Schuster sind zwei gängige Bezeichnungen für ein und denselben Handwerker. Schuhmacher ist die offizielle Berufsbezeichnung. Die Bezeichnung Schuster (aus mittelhochdeutsch schuochsuter) ist eine Zusammenziehung aus Schuh und althochdeutsch sutari, das wiederum aus dem Lateinischen sutor = „Näher“ stammt; im Mittelalter war für den Schuhmacher auch die sich daraus ableitende Bezeichnung Sauter gebräuchlich. Erst im 5. vorchristlichen Jahrhundert trennte sich der Beruf des Gerbers von dem des Schusters. Im Altgriechischen spricht man vom Lederarbeiter oder Lederschneider, wenn man den Schuhmacher meint; im Lateinischen nennt man ihn Ledernäher (sutor). Das hing mit der Art der Hauptfußbekleidung der Römer zusammen, dem Calceus, wo das Zusammennähen der Schaftteile einerseits und von Schaft und Boden andererseits die Haupttätigkeit war. Um sich vom rangniederen Sandalenmacher (sandalarius) abzugrenzen, ließen sich die römischen Schuster auch gerne calceolarius nennen. Neben diesen neues Schuhwerk produzierenden Handwerkern (heute im weitesten Sinn vergleichbar den Maßschuhmachern und Orthopädieschuhmachern) gab es noch die Flickschuster (sutor cerdo oder sutriballus), deren Aufgabe die Ausbesserung getragener Schuhe war, und die Altmacher, die abgetragene Schuhe aufkauften, ausbesserten und wieder verkauften.
Das Verb „schustern“ bekam außerdem im 17. Jahrhundert die umgangssprachliche Bedeutung „Pfuscharbeit machen“, besonders in zurechtschustern und zusammenschustern. Im 18. Jahrhundert entstand der Begriff zuschustern (heimlich zukommen lassen).

### Schutzheiliger und Identifikationsfiguren
Am offiziellen Feiertag, dem 25. Oktober, wird des Schutzheiligen der Schuhmacher und Gerber, Sankt Crispin, gedacht. Als Identifikationsfiguren des Berufsstandes gelten auch der Nürnberger Meistersinger und Spruchdichter Hans Sachs, der Mystiker und Naturphilosoph Jakob Böhme sowie die fiktive Sagengestalt Hans von Sagan.

### Verwandte Berufe
Holzschuhmacher war ein Handwerk, das in Deutschland noch bis zum Zweiten Weltkrieg verbreitet war. Die Holzschuhe gehörten bis zu dieser Zeit zur alltäglichen Fußbekleidung.
Der Orthopädieschuhmacher ist ein zusätzlich für die Herstellung von Schuhen, Schuhzurichtungen und Orthesen nach medizinischer Indikation ausgebildeter Schuhmacher, in Deutschland ein eigener Ausbildungsberuf. Seine Zuständigkeit für Orthesen endet beim Knie, darüber hinaus ist in der Regel der Orthopädietechniker zuständig.
Schuhfertiger sowie Schuh- und Lederwarenstepper (ab 2011 Fachkraft für Lederverarbeitung) sind in Deutschland zwei weitere Ausbildungsberufe, die sich vom Schuhmacher ableiten. Schuhfertiger und Schuh- und Lederwarenstepper arbeiten in der industriellen Schuhherstellung. Die Tätigkeit der Schuh- und Lederwarenstepper umfasst hauptsächlich das Zuschneiden und Vernähen des Schuhoberleders und andere Ledernäharbeiten. Der Schuhfertiger erlernt weitere Schritte der industriellen Schuhherstellung, die zum Endprodukt Schuh führen.
Weiter trifft man auf Berufsbezeichnungen wie Schuhmodelleur, Schuhmonteur und Schuhtechnologe (besonders in der Schweiz). Leistenmacher, Oberlederzuschneider und Schäftemacher (Oberteilherrichter) sind Berufsbezeichnungen für Spezialtätigkeiten, die im Zuge der Industrialisierung vom Schuhmacher auf eigene Berufe übertragen wurden. Diese Berufe sind jedoch heute in Deutschland wieder sehr selten.

## Der Beruf des Schuhmachers

### Aufgaben des Schuhmachers

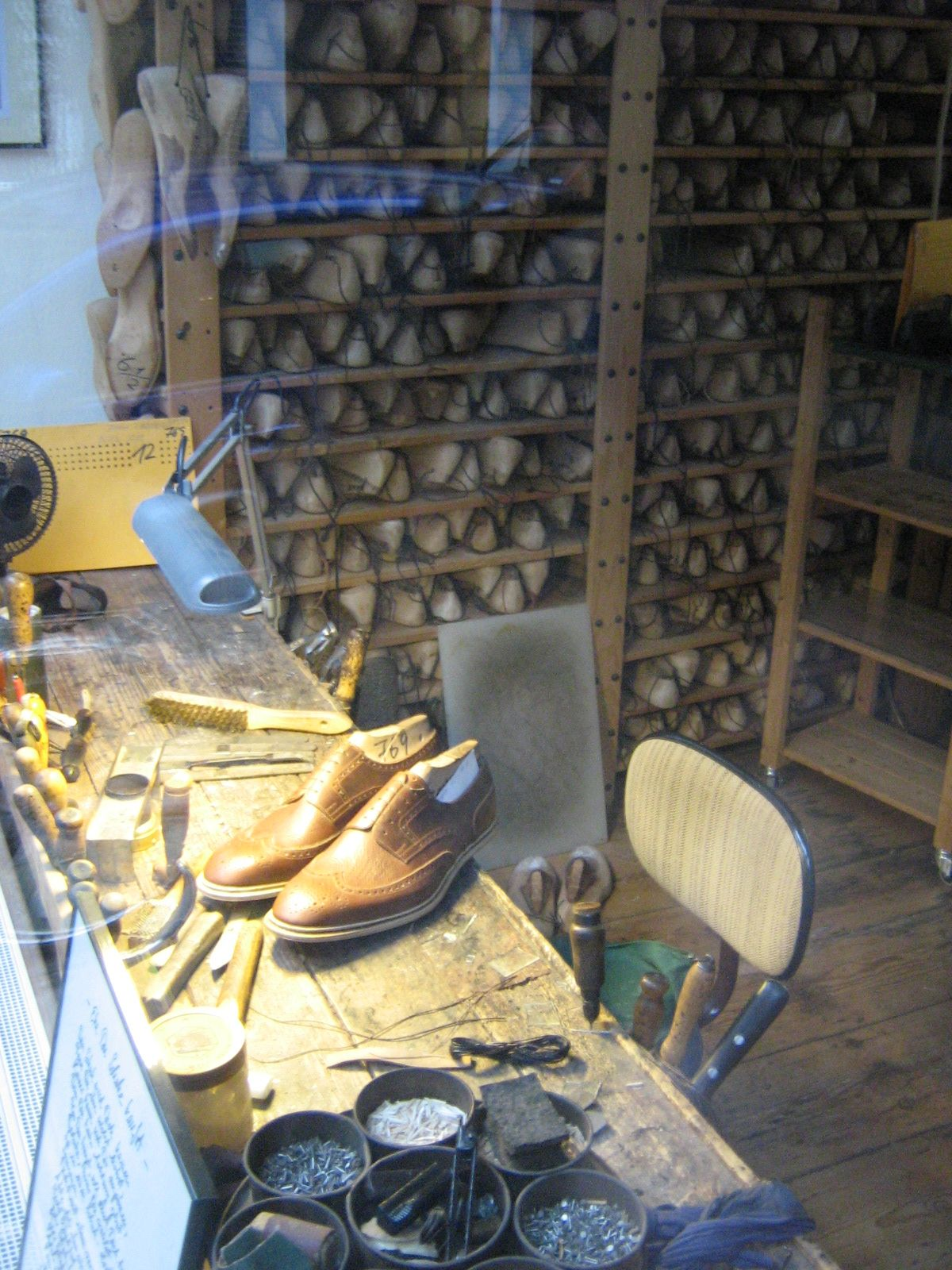
Maßschuhmacherwerkstatt in Hamburg, im Hintergrund ein Regal mit Leisten

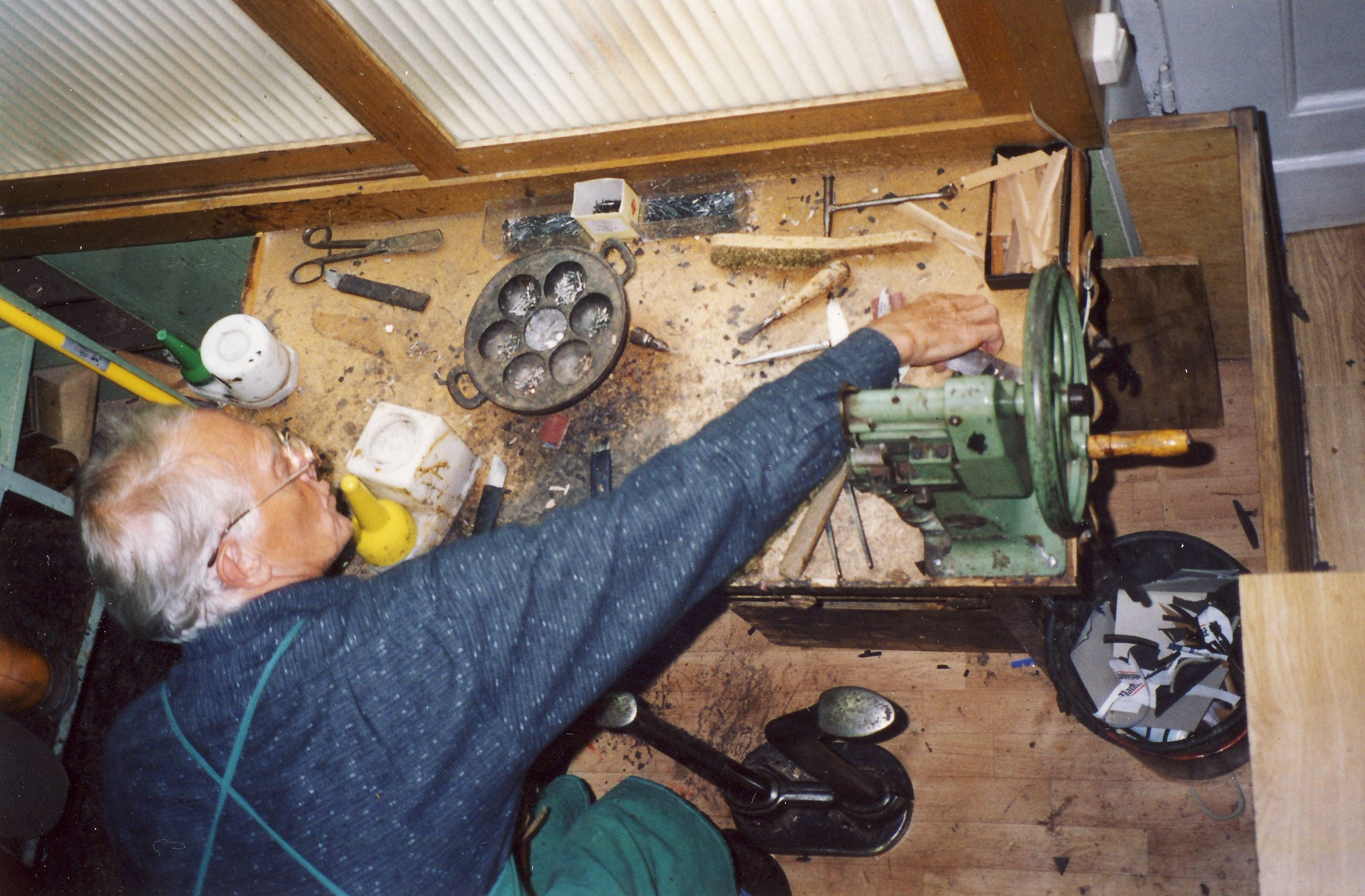
Arbeitsplatz des Schuhmachers, 2001

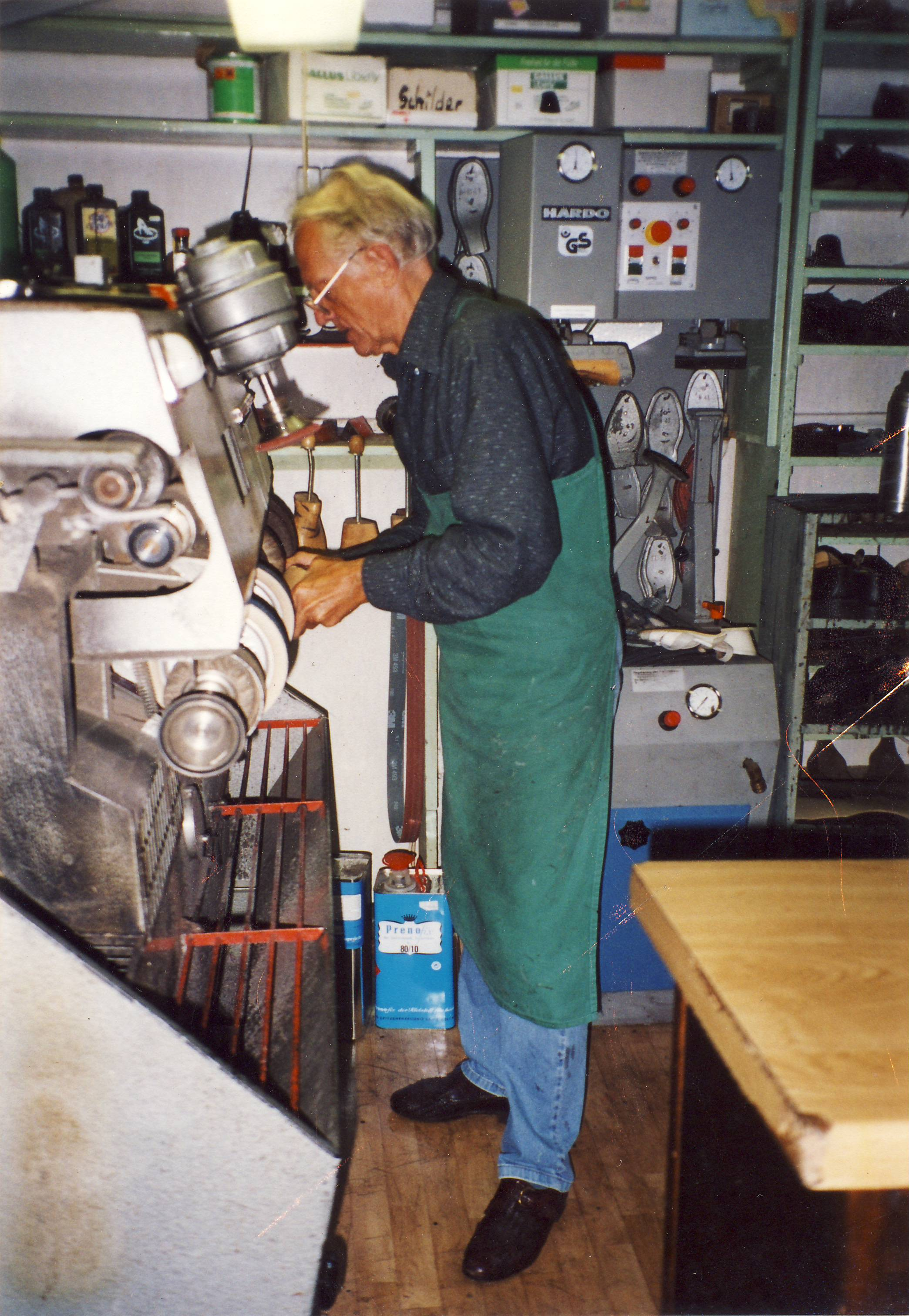
Ausputzmaschine, 2001

Neben den Kerngebieten Schuhherstellung (die fast nur noch von Orthopädieschuhmachern und Maßschuhmachern betrieben wird) und Schuhreparaturen gehören zu den Aufgaben des Schuhmachers Serviceleistungen wie Hochglanzpolituren, das Erstellen eines Antikfinishs, das Entfernen von Flecken oder das Umfärben sowie die Beratung zur Schuh- und Lederpflege, die Furnituren- und Passformberatung (auch anhand der individuellen Abnutzung getragener Schuhe) und der Verkauf. Je nach Reparaturbetrieb werden auch einige Täschner- und Sattlerarbeiten angeboten.

### Ausbildung
Die Ausbildungsdauer zum Schuhmacher beträgt in Deutschland drei Jahre (zum Orthopädie-Schuhmacher dreieinhalb Jahre). Je nach vorhandener Vorbildung ist gemäß § 7 Berufsbildungsgesetz eine Verkürzung der Ausbildungsdauer, meist um 6 oder 12 Monate, vor Beginn der Ausbildung möglich. Auch nach Beginn der Ausbildung ist in begründeten Fällen eine Verkürzung oder Verlängerung möglich.
Seit dem 1. August 2018 gilt eine neue Ausbildungsordnung. Nach Bestehen der Prüfung dürfen sich Gesellen als Maßschuhmacher bezeichnen.

### Handwerkszeug

Werkzeuge für die Herstellung eines zwiegenähten Schuhs.

Das für den Schuhbau benötigte Handwerkszeug des Schuhmachers hat sich seit Jahrhunderten kaum verändert. Es wurde lediglich durch rationeller arbeitende Maschinen ergänzt (so erübrigt beispielsweise eine pneumatische Presse das manuelle Anklopfen der Sohle mit Schusterhammer oder Klopfstein). Das Bild zeigt bis auf die Steppmaschine, mit der der Schuhschaft zuvor genäht wurde, sämtliche für die Herstellung eines handgefertigten zwiegenähten Schuhs benötigten Werkzeuge (von links oben nach rechts unten):
Hammer (für Klopfarbeiten), Beißzange (zum Rausziehen der Zwicknägel), breite Zwickzange (zum Ziehen des Schafts über den Leisten), schmale Zwickzange oder Faltenzange (für das Verteilen der Oberlederfalten an Spitze und Ferse), Kneipmesser (zum Beschneiden der Sohlen und Absätze), Wetzstein (zum Schärfen des Kneip), Wetzstahl (zum Nachschärfen), Raspel (hier zusätzlich mit Sandpapier umwickelt, für das Bearbeiten der Sohlen und Absätze), Täcksheber (zum Rausziehen der Nägel), Spitzknochen (für das Beidrücken und Schnittöffnen), Rissöffner (zum Freimachen des Schnitts in der Sohle), Risskratzer (für das Tieferlegen des Schnitts), Querahle (zum Vorstechen der Bodennahtlöcher), Stahl- und Schweinsborsten (als Nähnadeln), Aufrauer (für die Vorbereitung der Klebflächen), Randmesser (für das Ablassen/Entgraten der Sohlenkanten), Rundahle/Nagelort (zum Vorstechen der Löcher für die Holznägel), Glasscherbe bzw. Ziehklinge (für das Entfernen des Ledernarbens), Putzholz (zum Andrücken der Sohlenkanten).

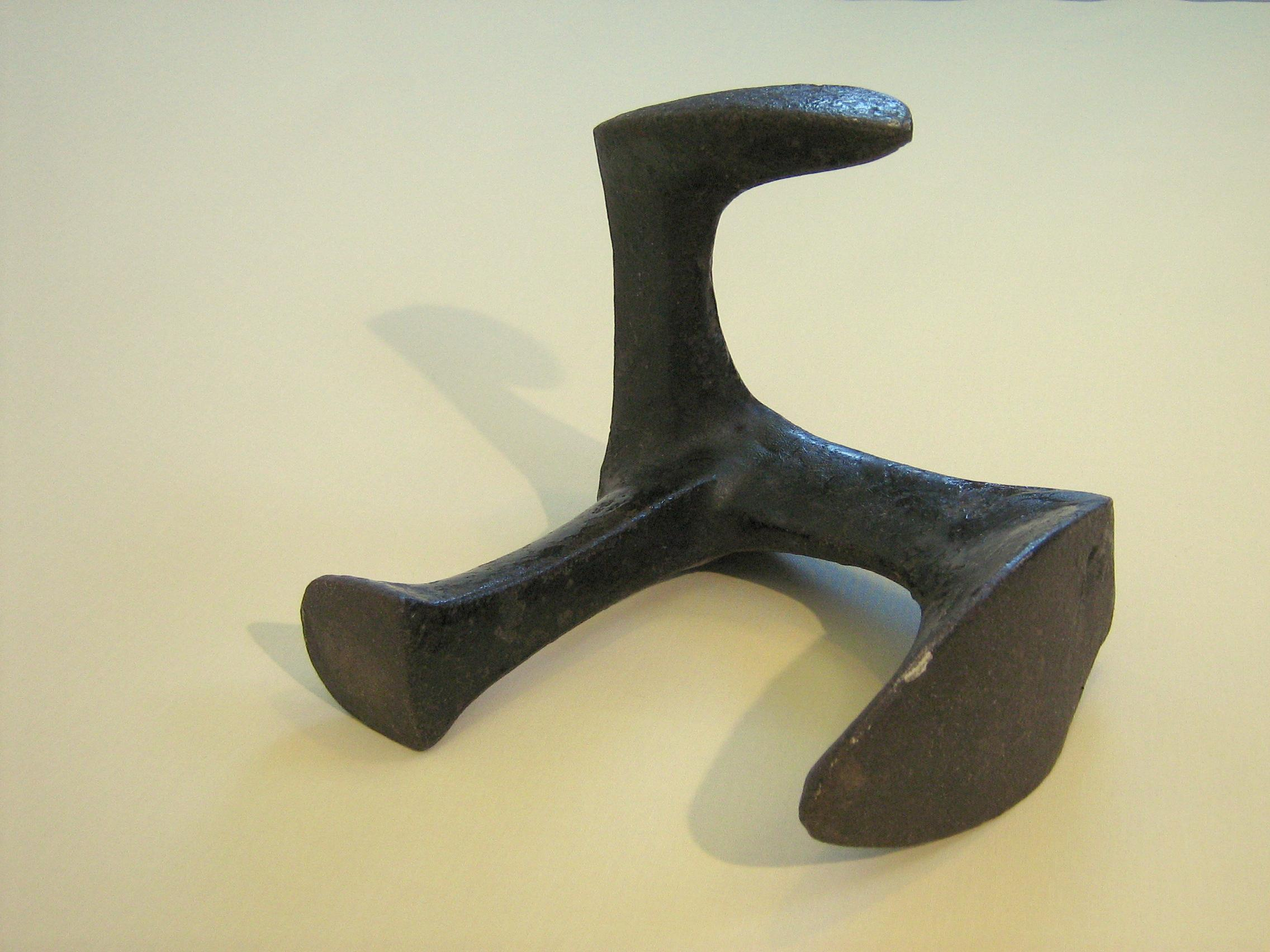
Schuhmachereisen

Für die abschließenden Arbeiten wie beispielsweise das Entfernen des Leistens aus dem Schuh (mittels eines Leistenhakens) oder das Ausputzen und Finishen der Schuhe werden noch weitere Werkzeuge benötigt.

## Situation des Berufsstands

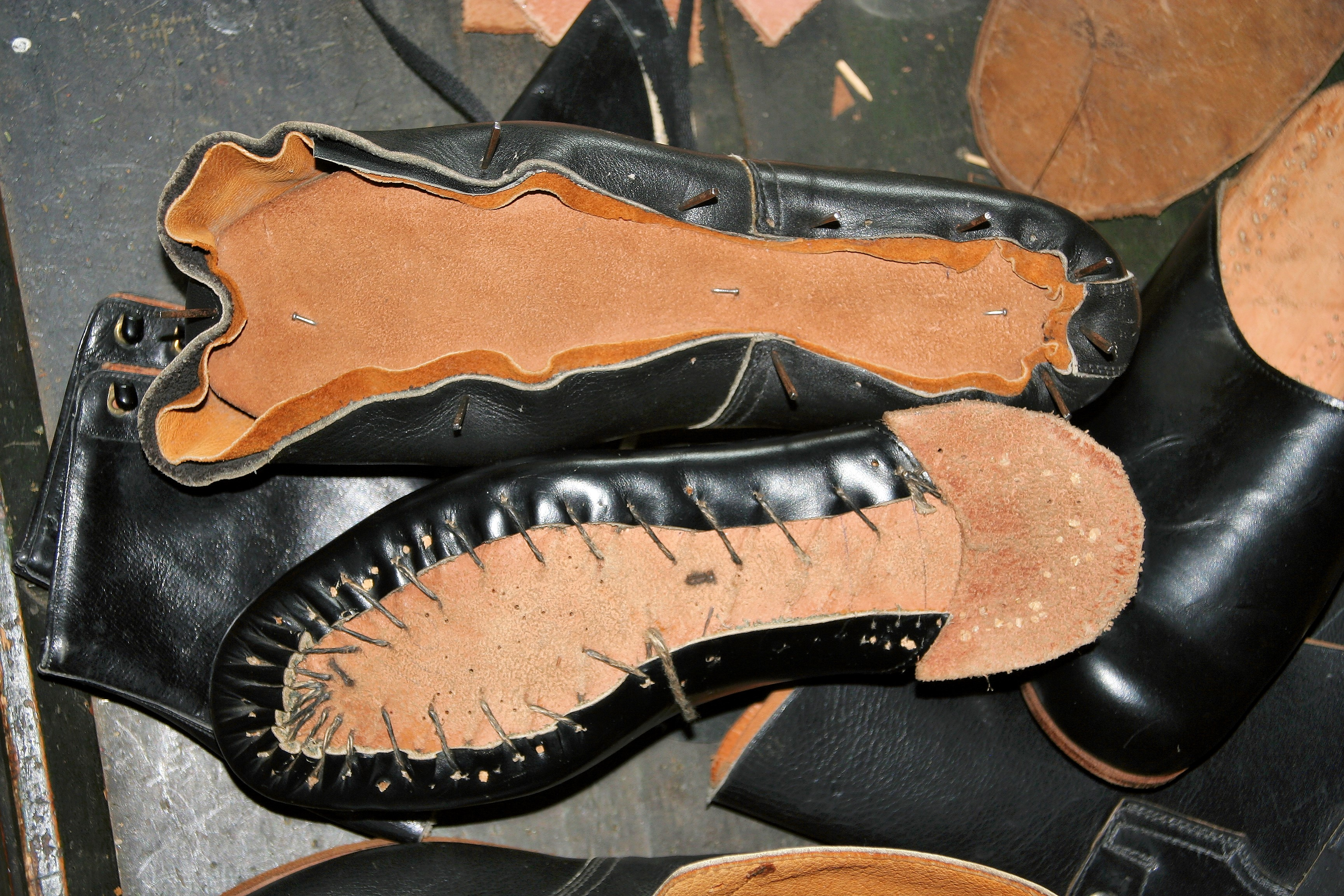
Manuelle Schuhherstellung: Über den Leisten gezwickter und an der Brandsohle befestigter Schaft (Schuh von der Unterseite betrachtet)

Vor der Industrialisierung wurden alle Schuhe manuell gefertigt. Mit Einführung der maschinellen Schuhproduktion etwa ab dem Jahr 1870 ging das ehemals viele Beschäftigte aufweisende Handwerk stark zurück. Die in den Schuhfabriken mit der Schuhherstellung beschäftigten Schuhmachergesellen wurden in Abgrenzung zu ihren in Handwerksbetrieben tätigen Kollegen „Fabrikschuster“ genannt. Heute ist die Herstellung handgearbeiteter Schuhe sehr selten geworden, da sie äußerst zeitaufwendig ist. Ein Schuhmachermeister braucht 30 bis 40 Stunden, um einen handgefertigten Schuh zu produzieren. Schuhmacher, die in Handwerksbetrieben Schuhe in Handarbeit herstellen, setzen sich häufig mit der Bezeichnung „Maßschuhmacher“ von ihren in Reparaturbetrieben tätigen Berufskollegen ab. Ebenfalls in Handarbeit hergestellt werden Schuhe von Orthopädieschuhmachern und von Schuhmachern, die in Theatern oder als „Ballettschuhmacher“ in Opernhäusern angestellt sind. In der Schuhindustrie arbeiten hauptsächlich Schuhfertiger.
Die meisten Schuhmacher (Meister, Gesellen und Auszubildende) arbeiten heutzutage in Reparaturbetrieben. Dort hat die Materialvielfalt stark zugenommen. Früher dominierten Leder und Gummi, heute die verschiedenen Arten von Kunststoffen. Diese Mannigfaltigkeit erfordern gute Kenntnisse der Materialeigenschaften und passender Klebstoffe und Klebetechniken. Schleif- und Klebearbeiten sind folglich die Haupttätigkeiten im Reparaturbetrieb. Daneben werden nach wie vor Näharbeiten an Sohle und Schaft durchgeführt. Die manuelle Herstellung eines Paars Schuhe ist immer noch Bestandteil der Gesellenprüfung. Weil jedoch die Mehrheit heutiger Schuhe geklebte Massenware ist, kann nur noch ein Teil des Schuhwerks repariert werden. Die meisten Schuhmacher bekommen selten hochwertige, genähte (zum Beispiel rahmengenähte) Schuhe zur Reparatur. Der Modetrend wird von Sportschuhherstellern wie Adidas, Nike und Puma bestimmt.
Dieser Wandel, der bereits mit den neuen Möglichkeiten der Schuhherstellung (AGO-Schuhe und Direktbesohlung als verbreitete Machart) spätestens seit dem Zweiten Weltkrieg einsetzte, und vor allem die in den letzten Jahren massiv gesunkenen Durchschnittsschuhpreise stellen das Schuhmacherhandwerk vor große Herausforderungen.
In Deutschland ist von der Zulassung von Nicht-Meistern zu einigen Handwerksberufen auch das Schuhmacherhandwerk betroffen. So nahmen in den letzten Jahren die Schuhbars (Schnellreparatur-Services wie Mister Minit) zu und die vermehrt um Nachwuchs besorgte Meisterbetriebe ab. Schuhmacher suchen vielfach durch berufsfremde Tätigkeiten, wie das Gravieren von Schildern oder das Nachmachen von Schlüsseln, verlorengegangene Umsätze wieder auszugleichen. Ferner ist ein Mitgliederschwund in der Schuhmacher-Berufsorganisation (Innung) zu verzeichnen.
In Betriebszahlen des Jahres 2007 ausgedrückt, waren in Deutschland 3492 Schuhmacherbetriebe in der Handwerksrolle eingetragen. Hinzu kamen die 1161 Betriebe ohne Meister, die nur „einfachere Reparaturen“ ausführen durften. Zusammengenommen ergaben sich somit 4724 Betriebe. Das entsprach einem statistischen Mittel von einem Betrieb für die Versorgung von etwa 17.000 Einwohnern. Die Anzahl der beschäftigten Schuhmacher in sozialversicherungspflichtigen Arbeitsverhältnissen ist von 6929 im Jahr 1999 auf 6176 im Jahr 2011 gesunken.
Seit einigen Jahren ist keinerlei Qualifikation mehr für den Betrieb einer Schuhmacherei nötig, einzig die Eintragung in die Handwerksrolle bleibt verpflichtend. Im Jahr 2013 waren dies 2664 Betriebe, es wurden 75 Auszubildende in allen drei Lehrjahren ausgebildet und 35 Meisterprüfungen abgenommen.
Die Inter-Schuh-Service (ISS) ist eine für die Branche sehr wichtige, alle drei Jahre in der hessischen Landeshauptstadt Wiesbaden stattfindende, internationale Messe und Leistungsschau. Dort stellen Gerbereien, Maschinenproduzenten, Fachverlage, Hersteller von Schuhreparatur- und Schuhorthopädiebedarf, wie auch Furnituren- und Schuhhersteller aus. In der begleitenden Leistungsschau treten Schuhmacher aus vielen Ländern in Wettbewerb zueinander, um Medaillen in verschiedenen Kategorien zu erringen, wenn die manuell gebauten Schuhe und spezielle Reparaturarbeiten prämiert werden. Fachvorträge runden die zweitägige Veranstaltung ab, die auch dem Informations- und Gedankenaustausch der Branche dient.

## Schuhmachermuseen

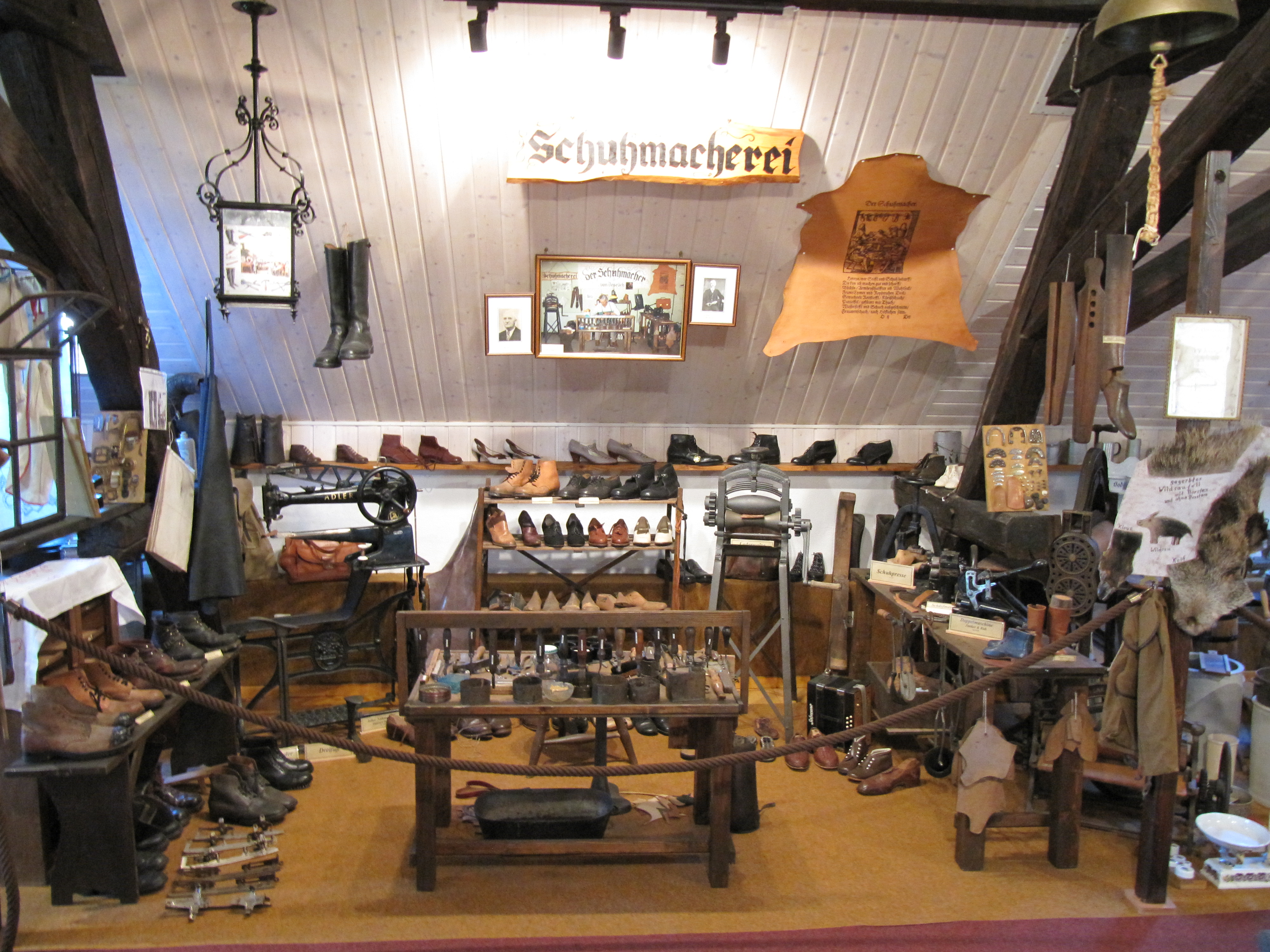
Heimatstube Beselich-Obertiefenbach, Museumsbereich Schuhmacherwerkstatt

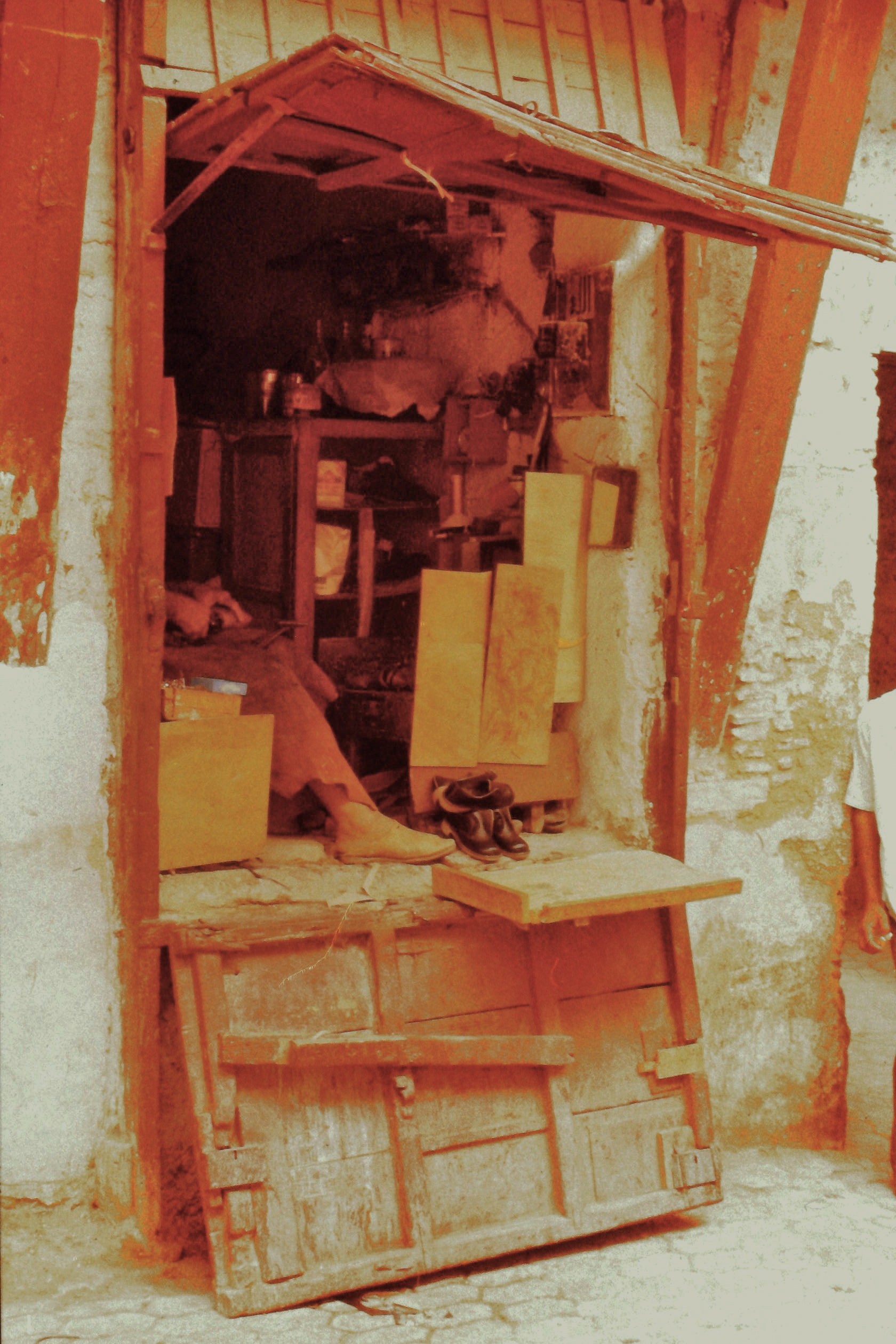
Ein Schuhmacher in Marokko, 1980

Siehe: Liste von Schuhmachermuseen

## Filme
- Utz Kastenholz: Handwerkskunst! Wie man einen Schuh fürs Leben macht, SWR Fernsehen – Landesschau Baden-Württemberg vom 31. Oktober 2018 (YouTube vom 17. Juli 2018) Produktion 2015
- Video: Wie ein Schuh in Einzelanfertigung hergestellt wird